# Chenoua (montagne)
Pour les articles homonymes, voir Chenoua.
Le Chenoua, en berbère : ⴰⴷⵔⴰⵔ ⵏ ⵉⵛⵏⵡⵉⵢⵏ (Adrar n Icenwiyen), est une montagne de 905 m d'altitude, située dans la région de Tipaza, au nord de l’Algérie.

## Géographie

### Situation, topographie
Le massif du mont Chenoua est, à l'ouest, le point culminant des collines du Sahel algérois. Il est entouré à l'est par l'oued Nador, rivière de Tipaza et à l'ouest par l'oued El Hachem, rivière de Cherchell.
En rejoignant la mer, le Chenoua forme une alternance de falaises et de plages, visibles depuis la route panoramique qui longe la Méditerranée. La corniche du Chenoua, qui s’étend jusqu’à Cherchell (Césarée), abrite de petites plages pittoresques. Le cap Chenoua ou Ras el Amouch offre une vue sur la baie et une promenade dans les grottes de la falaise.

## Activités
Du marbre est tiré des carrières du Chenoua.

## Le Chenoua dans la culture
- Les romans d'Albert Camus : La Mort heureuse, Noces
- La Nouba des femmes du mont Chenoua, film d'Assia Djebar, 1977